# ユメノート
「ユメノート」は、GReeeeNの楽曲。日本歯科医師会が、広く国民に「歯と口の健康」に関心を持ってもらうことを目的に、メンバー全員が歯科医師であるGReeeeNに楽曲制作を依頼。2015年4月1日に同会のホームページのテーマソングとして配信された。2016年10月8日放送開始のBS-TBSのドキュメンタリー番組「夢の鍵」のテーマソングにも採用されている。

## タイアップ
日本歯科医師会 テーマソング
BS-TBS 「夢の鍵」 テーマソング

## 曲の詳細
1. ユメノート [5:04]
  - 作詞・作曲 : GReeeeN